# Comment ça va?
Comment ça va? (französisch für Wie geht‘s?) ist ein französischer Experimentalfilm von Jean-Luc Godard und Anne-Marie Miéville, der seine Premiere bei den Internationalen Filmfestspielen von Cannes 1976 in der Reihe „Perspectives Cinéma Français“ hatte. Der Film handelt von einer Arbeiterin und einem Gewerkschafter, die einen Film über die Entstehung einer Zeitung drehen und dabei die Produktion von Informationen diskutieren.

## Handlung
Ein junger Arbeiter sitzt mit seiner Freundin Odette, einer Sekretärin, in einer Druckerei, die für die Kommunistische Partei Frankreichs arbeitet. Der Vater des Mannes, Michel, ein Gewerkschafter und Parteimitglied braucht Odette für die Zusammenarbeit an einem Video über die Entstehung einer Zeitung in der Druckerei.
Während sie die Szenen des Videos betrachten, diskutieren sie die Auswahlmöglichkeiten und fragen sich, wie die Produktion von Informationen funktioniert. Sie streiten sich über eine Szene, in dem das Tippen von Text mit einer Schreibmaschine gefilmt wurde und Odette schlägt vor, die Szene nachzuspielen, um den Informations- und Arbeitsprozess nachvollziehen zu können.
Den Text, den der Mann ihr diktiert, ist die Bildunterschrift zu einer Fotografie, die während des Streiks nach dem Sturz der Diktatur in Portugal aufgenommen wurde. Das Bild zeigt Soldaten und Arbeiter gemeinsam die Fäuste in die Luft streckend. Diese Fotografie, die auch im Film gezeigt werden sollte, wird zum neuen Ausgangspunkt von Odettes Kritik. Sie diskutieren daraufhin das Bild und seine Aspekte auf vielfältige Weise. Odette gibt ihm ein anderes Bild, auf dem ein Arbeiter einen Polizisten am Hals packt. Am Ende ist Michel von Odettes Perspektive überzeugt und versucht in einer Sitzung Kritik an der Art der Informationspolitik zu üben, seine Bedenken werden jedoch zurückgewiesen und ihr Video wird abgelehnt.
Zwischenzeitlich sind immer wieder Szenen des jungen Arbeiters und Odettes in dessen Alltag eingeschnitten, in einem Café sitzend, bei der Arbeit oder beim Frühstück.